# داميان ميلز
داميان ميلز (15 يوليو 1979 في كندا - 17 نوفمبر 2003) هو لاعب كريكت كندي. شارك مع منتخب كندا الوطني للكريكت.